# Bernard Bach
 (février 2012).
Si vous disposez d'ouvrages ou d'articles de référence ou si vous connaissez des sites web de qualité traitant du thème abordé ici, merci de compléter l'article en donnant les références utiles à sa vérifiabilité et en les liant à la section « Notes et références ».
Bernard Bach, né le 16 mars 1961, est un chef cuisinier français.

## Biographie
Il est élevé près de Moissac par des parents qui tiennent un hôtel-restaurant.
Il commence son apprentissage au restaurant « L’Aquitaine » près de Cahors, puis arrive à Paris au restaurant étoilé « Chez Les Anges ».
Bernard Bach obtient sa première étoile en 1997 au « Belvédère » à Porto-Vecchio. En 1999, il reprend « Le Puits Saint-Jacques » à Pujaudran, près de Toulouse, et obtient une deuxième étoile en 2008.
Il organise chaque année les Décades Gastronomiques, où deux chefs régionaux renommés viennent proposer pendant quinze jours le menu dégustation de leur restaurant au Puits Saint-Jacques. Il définit lui-même sa cuisine comme classique, beaucoup influencée par la cuisine méditerranéenne.